# Dosinia nipponica
Dosinia nipponica is een tweekleppigensoort uit de familie van de Veneridae. De wetenschappelijke naam van de soort is voor het eerst geldig gepubliceerd in 1989 door Okutani, Tagawa & Horikawa.